# Earl Warren College
Earl Warren College est un des six collèges de premier cycle de l'Université de Californie à San Diego. Earl Warren College a été fondé en 1974 et nommé d'après Earl Warren, ancien gouverneur de Californie qui venait de mourir.